# Tomasz Włazowski
Tomasz Włazowski (ur. 14 grudnia 1858 w Chłopicach, zm. 28 sierpnia 1939 w Radymnie) – ksiądz rzymskokatolicki, prałat, proboszcz w Sieniawie i Radymnie, dziekan dekanatu jarosławskiego, poseł do austriackiej Rady Państwa.

## Życiorys
Urodził się 14 grudnia 1858 w Chłopicach, syn Ignacego Wlazło i Rozalii z Czyżów. Jego brat Michał Wlazło był wieloletnim wójtem gminy Chłopice. Ukończył gimnazjum, po czym w 1883 roku został przyjęty do Seminarium Duchownego w Przemyślu. 24 lipca 1887 roku przyjął święcenia kapłańskie, z rąk bpa Łukasza Soleckiego. W latach 1887–1889 był wikariuszem parafii Odrzykoń. W 1889 roku został wikariuszem parafii Rymanów. W 1890 zmienił nazwisko na Włazowski. Gdy 25 kwietnia 1890 roku zmarł proboszcz parafii rymanowskiej ks. Apolinary Korab Laskowski, został administratorem tej parafii. 
W 1890 roku został wikariuszem w parafii Sieniawa. Gdy 10 kwietnia 1891 roku zmarł proboszcz sieniawski i dziekan jarosławski ks. Mateusz Hebda, został administratorem parafii, a 17 sierpnia proboszczem tejże parafii.  W latach 1891–1921 był proboszczem w Sieniawie. 
Od 31 stycznia 1901 do 30 stycznia 1907 roku był posłem do austriackiej Rady Państwa X kadencji wybrany w kurii IV – gmin wiejskich z okręgu wyborczego nr 13 (Jarosław – Radymno – Sieniawa – Pruchnik – Cieszanów – Lubaczów). W parlamencie należał do Koła Polskiego w Wiedniu, znajdując się w grupie posłów najpierw Zjednoczenia Stronnictw Ludowych, a od 1904 roku Polskiego Centrum Ludowego skupionych wokół ks. Stanisława Stojałowskiego.
W latach 1906–1910 był wicedziekanem dekanatu jarosławskiego, a w latach 1911–1938 dziekanem dekanatu jarosławskiego. W 1915 roku podczas wycofywania się wojsk rosyjskich został wywieziony jako zakładnik i przebywał na Syberii i dopiero w 1916 roku powrócił do Sieniawy. W latach 1921–1938 był proboszczem parafii Radymnno i dziekanem dekanatu jarosławskiego. 
W latach 1923–1938 był honorowym Prezesem Ochotniczej Straży Pożarnej w Radymnie. Członek zarządu Towarzystwa Powroźniczego i Kółka Rolniczego. Założyciel, w latach 1932–1937 prezes, od 1937 członek zarządu Związku Strzeleckiego. W 1938 przeszedł w stan spoczynku. Pochowany na cmentarzu parafialnym w Radymnie.

## Odznaczenia
- Złoty Krzyż Zasługi[1]